# Telkom Indonesia
Telkom Indonesia (PT Telekomunikasi Indonesia (Persero) Tbk) – indonezyjskie przedsiębiorstwo telekomunikacyjne.
Telkom Indonesia oferuje rozwiązania telekomunikacyjne, wśród których mieszczą się m.in. usługi telefonii stacjonarnej i mobilnej, usługi internetowe i mediowe, usługi oparte na chmurze oraz płatna telewizja.
Jest dominującym dostawcą telefonii komórkowej w kraju. Telkomsel, operator sieci telefonii GSM i UMTS, należy do podstawowych źródeł przychodów Telkom Indonesia.
Przedsiębiorstwo w obecnej postaci rozpoczęło działalność w 1991 roku, a swoją siedzibę ma w Bandungu. Jego większościowym udziałowcem jest rząd Indonezji. Zatrudnia ponad 24 tys. pracowników.
Spółka jest notowana na Indonezyjskiej Giełdzie Papierów Wartościowych.